# 모리노
모리노(이탈리아어: Morino)는 이탈리아 아브루초주 라퀼라도에 있는 코무네(시)이다.